# Ludwig Wolff (Chemiker)

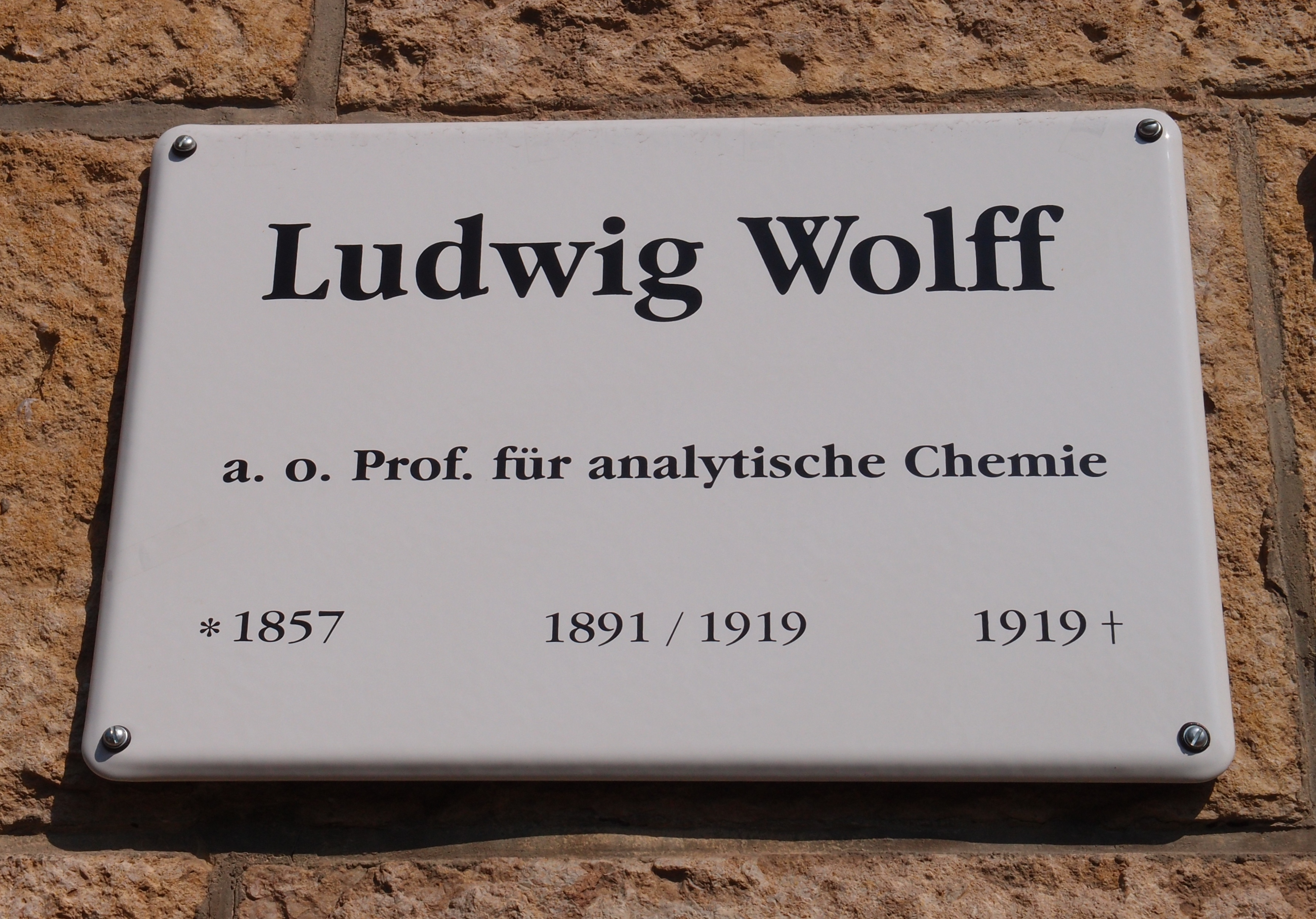
Tafel zur Erinnerung an Ludwig Wolff in Jena

Ludwig Wolff (* 27. September 1857 in Neustadt an der Weinstraße; † 24. Februar 1919 in Jena) war ein deutscher Chemiker.

## Leben und Werk
Ludwig Wolff wurde 1857 in Neustadt an der Weinstraße in der damaligen Rheinprovinz geboren. Wolff studierte Chemie an den Universitäten von Würzburg und München. Er wurde an der Universität Straßburg promoviert, wobei Rudolph Fittig sein Doktorvater war. Im Jahre 1891 folgte er einem Ruf an die Universität Jena und wurde Ausserordentlicher Professor für Analytische Chemie. Er starb im Alter von 61 Jahren.
Nach ihm benannt sind die von ihm entdeckte Wolff-Umlagerung und die Wolff-Kishner-Reaktion.